# Uwe Bein
Uwe Bein (n. 26 septembrie 1960) este un fost fotbalist german.

## Statistici
| Germania | Germania | Germania |
| An       | Meciuri  | Goluri   |
| -------- | -------- | -------- |
| 1989     | 2        | 0        |
| 1990     | 10       | 3        |
| 1991     | 1        | 0        |
| 1992     | 1        | 0        |
| 1993     | 3        | 0        |
| Total    | 17       | 3        |